# Ганнес Тоур Галльдоурссон
Заголовок цієї статті — це ісландське ім'я, де Ганнес Тоур — особове ім'я, а Галльдоурссон — ім'я по батькові. 
Ганнес Тоур Галльдоурссон (ісл. Hannes Þór Halldórsson, нар. 27 квітня 1984, Рейк'явік) — ісландський футболіст, воротар клубу «Валюр» і національної збірної Ісландії.

## Клубна кар'єра
У дорослому футболі дебютував 2002 року виступами за команду рейк'явіцького клубу «Лейкнір», в якій протягом двох сезонів взяв участь лише у 2 матчах чемпіонату. 2005 рік провів, захищаючи кольори іншого друголігового ісландського клубу «Афтурельдінг».
Після сезону 2006 року, проведеного за «Стьярнан», став гравцем одного з провідних ісландських клубів, «Фрама», у складі якого провів наступні чотири роки своєї кар'єри гравця. 
Згодом з 2011 по 2013 рік грав у складі команди «КР Рейк'явік», частину 2012 року провівши в оренді в норвезькому «Бранні».

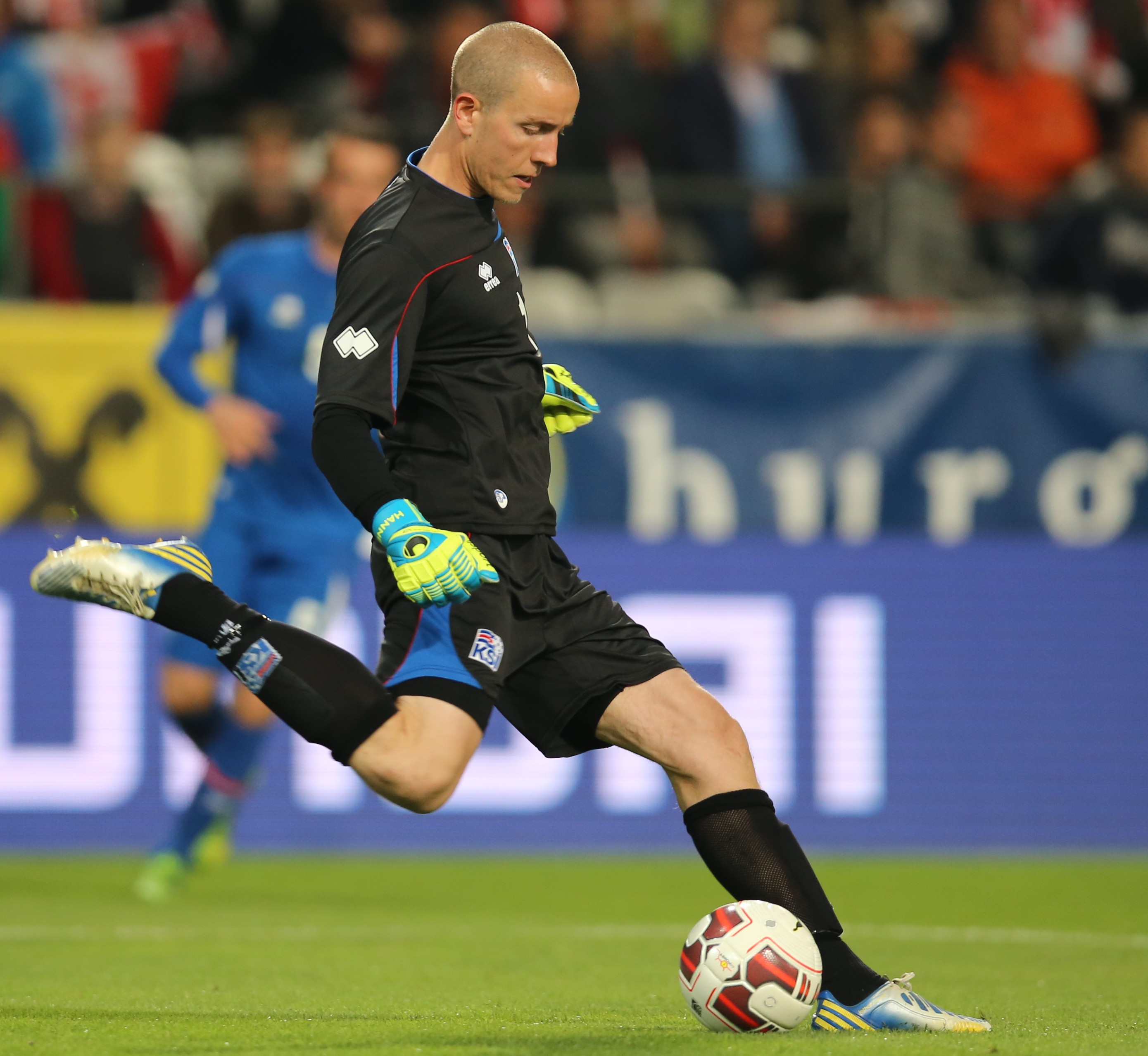
Ганнес у складі збірної у 2014 році.

2014 року повернувся до Норвегії, уклавши контракт з клубом «Саннес Ульф», в якому протягом наступних 1,5 років був основним голкіпером.
Влітку 2015 року уклав дворічний контракт з нідерландським «Неймегеном». Не зміг вибороти собі місце основного воротаря у цій команді і в березні 2016 року погодився приєднатися на умовах короткотермінової оренди до норвезького «Буде-Глімта».
15 липня 2016 року підписав трирічний контракт з данським «Раннерсом»
Провівши один сезон у складі азербайджанського клубу «Карабах», у 2019 році Галльдоурссон повернувся до Ісландії, де приєднався до столичного клубу «Валюр».

## Виступи за збірну
2011 року дебютував в офіційних матчах у складі національної збірної Ісландії. Поступово став основним голкіпером збірної. Наразі провів у формі головної команди країни 32 матчі, пропустивши 22 голи.
У травні 2016 року був включений до заявки збірної для участі у першому в історії ісландської збірної великому турнірі — фінальній частині чемпіонату Європи 2016 року у Франції. Став найбільш досвідченним як за віком, так й за кількістю ігор за збірну, серед трьох воротарів у заявці ісландців на турнір. Через два роки також поїхав на чемпіонат світу 2018 року у Росії.

## Титули і досягнення
- Чемпіон Ісландії (3):

КР: 2011, 2013
Валюр: 2020
- Володар Кубка Ісландії (2):

КР: 2011, 2012
- Володар Кубка ісландської ліги (1):

КР: 2012
- Володар Суперкубка Ісландії (1):

КР: 2012
| Дата       | Місто      | Господарі  | Результат | Гості       | Турнір                | Голи | Примітки |
| ---------- | ---------- | ---------- | --------- | ----------- | --------------------- | ---- | -------- |
| 06-09-2011 | Рейк'явік  | Ісландія   | 1 – 0     | Кіпр        | Відбір до ЧЄ 2012     | -    |          |
| 24-02-2012 | Осака      | Японія     | 3 – 1     | Ісландія    | товариський матч      | -1   | 46'      |
| 27-05-2012 | Валансьєнн | Франція    | 3 – 2     | Ісландія    | товариський матч      | -3   | 66'      |
| 30-05-2012 | Гетеборг   | Швеція     | 3 – 2     | Ісландія    | товариський матч      | -3   |          |
| 07-09-2012 | Рейк'явік  | Ісландія   | 2 – 0     | Норвегія    | Відбір до ЧС 2014     | -    |          |
| 11-09-2012 | Ларнака    | Кіпр       | 1 – 0     | Ісландія    | Відбір до ЧС 2014     | -1   |          |
| 12-10-2012 | Тирана     | Албанія    | 1 – 2     | Ісландія    | Відбір до ЧС 2014     | -1   |          |
| 16-10-2012 | Рейк'явік  | Ісландія   | 0 – 2     | Швейцарія   | Відбір до ЧС 2014     | -2   |          |
| 14-11-2012 | Ашоваль    | Андорра    | 0 – 2     | Ісландія    | товариський матч      | -    | 46'      |
| 06-02-2013 | Марбелья   | Ісландія   | 0 – 2     | Росія       | товариський матч      | -2   |          |
| 22-03-2013 | Любляна    | Словенія   | 1 – 2     | Ісландія    | Відбір до ЧС 2014     | -1   |          |
| 07-06-2013 | Рейк'явік  | Ісландія   | 2 – 4     | Словенія    | Відбір до ЧС 2014     | -4   |          |
| 06-09-2013 | Берн       | Швейцарія  | 4 – 4     | Ісландія    | Відбір до ЧС 2014     | -4   |          |
| 10-09-2013 | Рейк'явік  | Ісландія   | 2 – 1     | Албанія     | Відбір до ЧС 2014     | -1   |          |
| 11-10-2013 | Рейк'явік  | Ісландія   | 2 – 0     | Кіпр        | Відбір до ЧС 2014     | -    |          |
| 15-10-2013 | Осло       | Норвегія   | 1 – 1     | Ісландія    | Відбір до ЧС 2014     | -1   |          |
| 15-11-2013 | Рейк'явік  | Ісландія   | 0 – 0     | Хорватія    | Відбір до ЧС 2014     | -    |          |
| 19-11-2013 | Загреб     | Хорватія   | 2 – 0     | Ісландія    | Відбір до ЧС 2014     | -2   |          |
| 21-01-2014 | Рейк'явік  | Ісландія   | 0 – 2     | Швеція      | товариський матч      | -2   |          |
| 05-03-2014 | Кардіфф    | Уельс      | 3 – 1     | Ісландія    | товариський матч      | -3   |          |
| 30-05-2014 | Інсбрук    | Австрія    | 1 – 1     | Ісландія    | товариський матч      | -1   |          |
| 09-09-2014 | Рейк'явік  | Ісландія   | 3 – 0     | Туреччина   | Відбір до ЧЄ 2016     | -    |          |
| 10-10-2014 | Рига       | Латвія     | 0 – 3     | Ісландія    | Відбір до ЧЄ 2016     | -    |          |
| 13-10-2014 | Рейк'явік  | Ісландія   | 2 – 0     | Нідерланди  | Відбір до ЧЄ 2016     | -    |          |
| 16-11-2014 | Плзень     | Чехія      | 2 – 1     | Ісландія    | Відбір до ЧЄ 2016     | -2   | (а.г.)   |
| 16-01-2015 | Орландо    | Канада     | 1 – 2     | Ісландія    | товариський матч      | -    | 65'      |
| 28-03-2015 | Астана     | Казахстан  | 0 – 3     | Ісландія    | Відбір до ЧЄ 2016     | -    |          |
| 12-06-2015 | Рейк'явік  | Ісландія   | 2 – 1     | Чехія       | Відбір до ЧЄ 2016     | -1   |          |
| 03-09-2015 | Амстердам  | Нідерланди | 0 – 1     | Ісландія    | Відбір до ЧЄ 2016     | -    |          |
| 06-09-2015 | Рейк'явік  | Ісландія   | 0 – 0     | Казахстан   | Відбір до ЧЄ 2016     | -    |          |
| 10-10-2015 | Рейк'явік  | Ісландія   | 2 – 2     | Латвія      | Відбір до ЧЄ 2016     | -2   |          |
| 29-03-2016 | Пірей      | Греція     | 2 – 3     | Ісландія    | товариський матч      | -    | 46'      |
| 06-06-2016 | Рейк'явік  | Ісландія   | 4 – 0     | Ліхтенштейн | товариський матч      | -    |          |
| 14-06-2016 | Сент-Етьєн | Португалія | 1 – 1     | Ісландія    | ЧЄ 2016 - 1-й етап    | -1   |          |
| 18-06-2016 | Марсель    | Ісландія   | 1 – 1     | Угорщина    | ЧЄ 2016 - 1-й етап    | -1   |          |
| 22-06-2016 | Сен-Дені   | Ісландія   | 2 – 1     | Австрія     | ЧЄ 2016 - 1-й етап    | -1   | 83'      |
| 27-06-2016 | Ніцца      | Англія     | 1 – 2     | Ісландія    | ЧЄ 2016 - 1/8 фіналу  | -1   |          |
| 03-07-2016 | Сен-Дені   | Франція    | 5 – 2     | Ісландія    | ЧЄ 2016 - чвертьфінал | -5   |          |
| 05-09-2016 | Київ       | Україна    | 1 – 1     | Ісландія    | Відбір до ЧС 2018     | -1   |          |
| 09-10-2017 | Рейк'явік  | Ісландія   | 2 – 0     | Туреччина   | Відбір до ЧС 2018     | -    |          |
| 12-11-2016 | Загреб     | Хорватія   | 2 – 0     | Ісландія    | Відбір до ЧС 2018     | -2   |          |
| 24-03-2017 | Шкодер     | Косово     | 1 – 2     | Ісландія    | Відбір до ЧС 2018     | -1   |          |
| 11-06-2017 | Рейк'явік  | Ісландія   | 1 – 0     | Хорватія    | Відбір до ЧС 2018     | -    |          |
| 02-09-2017 | Тампере    | Фінляндія  | 1 – 0     | Ісландія    | Відбір до ЧС 2018     | -1   |          |
| 05-09-2017 | Рейк'явік  | Ісландія   | 2 – 0     | Україна     | Відбір до ЧС 2018     | -    |          |
| 06-10-2017 | Ескішехір  | Туреччина  | 0 – 3     | Ісландія    | Відбір до ЧС 2018     | -    |          |
| 09-10-2017 | Рейк'явік  | Ісландія   | 2 – 0     | Косово      | Відбір до ЧС 2018     | -    |          |
| Усього     |            | Матчів     | 47        |             | Голів                 | -51  |          |

## Особисте життя
Є режисером кількох короткометражних фільмів та відеокліпів, у тому числі кліпу на пісню Greta Salome & Jonsi «Never forget», яка представляла Ісландію на Євробаченні-2012.